# Mojuí dos Campos
Mojuí dos Campos è un comune del Brasile nello Stato del Pará, parte della mesoregione del Baixo Amazonas e della microregione di Santarém.
La data ufficiale di fondazione della città è il 1º gennaio 2013, data in cui la città venne emancipata dal comune di Santarém.